# René-André Lombard
 (décembre 2019).
Si vous disposez d'ouvrages ou d'articles de référence ou si vous connaissez des sites web de qualité traitant du thème abordé ici, merci de compléter l'article en donnant les références utiles à sa vérifiabilité et en les liant à la section « Notes et références ».
Pour les articles homonymes, voir Lombard.
René-André Lombard (ou André Thalassis), né le 2 juin 1923 à Tunis et mort le 9 novembre 2019 à Saint-Cyr-sur-Mer, est un auteur dramatique, metteur en scène, mythologue, professeur de lettres classiques et scénographe français.

## Biographie
Il fait ses études au lycée de Tunis, où la sociabilité tunisienne et l'ambiance polyculturelle l'incitent à la réflexion philosophique et religieuse.
De 1943 à 1945, il participe à la seconde guerre mondiale dans le 1er corps d'armée d'artillerie. Il prend part aux offensives en Italie, en France (débarquement du Dramont), puis en Allemagne et en Autriche.
À la fin des hostilités, il entreprend des études de lettres à Paris (linguistique comparée à la Sorbonne). Il y rencontre Jacqueline Blavier qu'il épouse en décembre 1946. Ils ont ensemble trois fils : Jean (né en 1947), Paul (né en 1950), Pierre (né en 1954).
Dès le début des années 1950, il devient professeur de lettres classiques dans le Nord de la France, puis en Bourgogne à Châtillon-sur-Seine et surtout à Beaune où il connaît de près la création du théâtre de Bourgogne. Il se lie ainsi avec Jacques Fornier et ses premiers comédiens.
Préoccupé par les problèmes que pose l'emploi de l'énergie des jeunes dans la société moderne, il s'efforce de conjuguer enseignement et activités d'animation, dont des voyages ciné-club et du théâtre (créations collectives comportant chant et danse par exemple).
Il s'attache à la ville de La Ciotat au début des années 1980, au point d'en découvrir le passé grec et ses légendes. Il noue une collaboration étroite avec Richard Martin (théâtre Toursky à Marseille). Il anime également pendant plus de dix ans les rencontres intergénérationnelles, créatrices de lien, pour l'association CRI Mémoire[source secondaire souhaitée] de La Ciotat.
Auteur dramatique, il est primé pour sa pièce Droit d'Asile. Celle-ci fait l'objet d'une réalisation télévisée par René Lucot en 1965, aux débuts de la 2e chaîne de l'ORTF, avec Robert Etcheverry dans le rôle principal.
Membre de la SACD et parolier membre de la SACEM, conférencier et scénographe, il est très lié à l'équipe du théâtre du Chien qui Fume à Avignon (Gérard Vantaggioli).
Il participe comme conseiller à la gestation de nombreux spectacles, entre autres Les Porteurs d'Eau du théâtre Talipot (P. Pelen et T. Mokazambo) de l'île de La Réunion.

## Publications

### Poésie
- Cette coupe, Paris, Paragraphes littéraires de Paris, 1959, 47 p. (BNF 32392028).
- Au passant qui fredonne en marchant

### Théâtre
- Cap Gammarth, années 1950.
- Madame de Pharnabaze, années 1950
- Isabelle et Babylas, années 1950
- Isabelle et le clair de lune, années 1950.
- Droit d'asile, 1963 prix du concours d'Enghien
- L'Emporte pièce, années 1960.
- Margoulocadrogramme, années 1960.
- Animafil, Anima corrida, L'île, la Nef, années 1960.
- Petaloploummchk, L'insomnie, années 1970.

### Recherche en mythologie comparée
- L'Enfant de la nuit d'orage, éditions de Poliphile, Ferrières, 1987 (ISBN 2-86888-010-X, BNF 36628088), p. 159.
- Horos Khoros : l'homme en face du temps : des rites lunaires à la danse d'Isadora et de Malkovsky, 1987, 23 p. (BNF 37071680).
- Les nuits de l’an de la préhistoire dans la mémoire collective, 1987.
- Khoreia Khaira : la danse grecque antique : une « danse libre » ? : l'image de la danse antique dans l'inspiration d'Isadora et de Malkovsky, 1989, 23 p. (BNF 37071685).
- Mon ami Pierrot d'où viens-tu ? : des rituels lunaires des chasseurs aux origines sacrées du théâtre et de la danse, Brassac, éditions de Poliphile, 1990, 95 p. (BNF 35101209).
- Périklès de Tyr : images d'un savoir ancien : Shakespeare sur les eaux profondes, Brassac, éditions Poliphile, 1993, 42 p. (BNF 37071687).
- Le jeu d'Eros et Psyché dans « L'âne d'or » ou Le passage de l'impalpable : témoignage d'un savoir ancien aux sources du théâtre, Brassac, éditions de Poliphile, 1993, 31 p. (BNF 37071689).
- La danse de Salomé : message de la pensée ancienne, Brassac, éditions de Poliphile, 1995, 81 p. (BNF 37071694)[2].
- Le singe et les étoiles dans la mémoire collective : simius in excelsis : promenade de mythologie comparée parmi les images issues des anciens calendriers lunaires, Grenoble, Éditions Thot, coll. « Faits de société », 2000 (1re éd. 1998), 311 p. (ISBN 2-911786-12-2, BNF 37099920).
- Le nom de l'Europe : souvenir d'un cérémonial millénaire : essai d'archéologie mythique, Grenoble, éditions Thot, coll. « Expert », 2002, 298 p. (ISBN 2-911786-42-4, BNF 38900747)[3].
- Calendriers lunaires, préhistoire et mythologie, Fontaine, éditions Thot, 2005, 345 p. (ISBN 2-84921-055-2, BNF 39992585, lire en ligne).
- Les constellations salvatrices : Pérennité des grandes images sacrées, 2006.
- Les 50 lunes de l’olympiade : Une unité ancestrale du « temps religieux » qui traverse les millénaires , 2009.
- Grotte Chauvet : Proposition de déchiffrement, 2015.
- Les trois filles de La Ciotat.
- Le disque de Phaistos : Essai de déchiffrement.

## Télévision

### Auteur
- 1965 : Droit d'asile de René Lucot (téléfilm)